# ジャン＝マルク・バール
ジャン＝マルク・バール（Jean-Marc Barr、1960年9月27日 - ）は、西ドイツ（当時）・ラインラント＝プファルツ州ビットブルク出身の俳優、脚本家、プロデューサー、映画監督。主にフランス映画界を中心に活躍している。

## 来歴
ドイツ系のアメリカ空軍軍人の父とフランス人の母の間に生まれる。ドイツ、フランス、アメリカを転々とした後、サンディエゴに落ち着く。UCLA、パリ国立高等音楽・舞踊学校、ソルボンヌ大学を経て、ロンドンのギルドホール音楽演劇学校で学ぶ。ここで後に夫人となるユーゴスラビア人ピアニストと知り合う。
1986年からパリで舞台から俳優活動を始める。1988年、リュック・ベッソン監督の映画『グラン・ブルー』の主人公ジャック・マイヨール役にオーディションで選ばれ、映画のヒットと共に大きな注目を集める。他には、ラース・フォン・トリアー監督作品への出演が多い。
監督としては、『ラヴァーズ』、『SEX:EL』、『アメリカン・トランスレーション 二十歳の共犯』、『告白 ファミリーレポート』などがある。その多くがパスカル・アルノルドとの共同監督であり、『ラヴァーズ』、『SEX:EL』にBeing Lightを加えたものが自由についての三部作といわれている。
英語とフランス語に堪能。

## 主な出演作品
| 公開年 | 邦題 原題                                                                                   | 役名                                 | 備考                   |
| ------ | ------------------------------------------------------------------------------------------- | ------------------------------------ | ---------------------- |
| 1985   | キング・ダビデ/愛と戦いの伝説 King David                                                    | アブサロム                           |                        |
| 1987   | 戦場の小さな天使たち Hope and Glory                                                         | ブルース                             |                        |
| 1988   | グラン・ブルー Le Grand Bleu                                                                | ジャック・マイヨール                 |                        |
| 1991   | ヨーロッパ Europa                                                                           | レオポルド・ケスラー                 |                        |
| 1991   | 赤と黒の接吻 Le Brasier                                                                     | ヴィクトル                           |                        |
| 1992   | プレイグ La Peste                                                                           | ジャン・タルー                       |                        |
| 1994   | アイアン・カウボーイズ ミーツ・ゴーストライダー Iron Horsemen                               | ロバート                             |                        |
| 1995   | パラダイス・ブルー L'Échappée belle                                                         | エマニュエル                         |                        |
| 1996   | 奇跡の海 Breaking the Waves                                                                 | テリー                               |                        |
| 1998   | 日曜日の恋人たち J'aimerais pas crever un dimanche                                          | ベン                                 |                        |
| 2000   | ラヴァーズ Lovers                                                                           | N/A                                  | 脚本・撮影・製作・監督 |
| 2000   | ダンサー・イン・ザ・ダーク Dancer in the Dark                                               | ノーマン                             |                        |
| 2000   | SEX:EL Too Much Flesh                                                                       | ライル                               | 兼脚本・監督           |
| 2001   | Being Light                                                                                 | Jack Lesterhoof                      | 兼脚本・製作・監督     |
| 2002   | デブラ・ウィンガーを探して Searching for Debra Winger                                       | N/A                                  | 撮影のみ               |
| 2002   | レッド・サイレン La sirène rouge                                                            | ヒューゴ・コーネリアス・トゥーロップ |                        |
| 2003   | ドッグヴィル Dogville                                                                       | ギャング                             |                        |
| 2003   | ル・ディヴォース/パリに恋して Le Divorce                                                    | バートラム                           |                        |
| 2005   | マンダレイ Manderlay                                                                        | ロビンソン                           |                        |
| 2006   | Direktøren for det hele                                                                     | Spencer                              |                        |
| 2010   | アメリカン・トランスレーション 二十歳の共犯 American Translation                            | ウィリアム                           | 兼脚本・監督           |
| 2012   | アンニュイ ～倦怠の季節～ E la chiamano estate                                              | ディノ                               |                        |
| 2012   | Big Sur'                                                                                    | ジャック・ケルアック                 |                        |
| 2012   | 告白 ファミリーレポート Chroniques sexuelles d'une famille d'aujourd'hui                    | N/A                                  | 監督                   |
| 2013   | ヴァンダル -青春のグラフィティ- Vandal                                                      | ポール                               |                        |
| 2013   | ニンフォマニアック Nymphomaniac                                                             | 債務者                               | 第二巻のみ             |
| 2017   | ドルフィン・マン ジャック・マイヨール、蒼く深い海へ Dolphin Man. The Story of Jacques Mayol | 本人/ナレーター                      | ドキュメンタリー映画   |